# George Whipple
George Hoyt Whipple (28 tháng 8 năm 1878 – 1 tháng 2 năm 1976) là một thầy thuốc, nhà bệnh lý học, nhà nghiên cứu y sinh (biomedical) người Mỹ, đồng thời cũng là nhà giáo dục và quản lý trường y học. Whipple đã đoạt giải Nobel Sinh lý và Y khoa năm 1934 chung với George Minot và William P. Murphy cho các phát hiện của họ liên quan tới liệu pháp điều trị bệnh thiếu máu bằng gan.

## Cuộc đời & Sự nghiệp
Whipple sinh tại Ashland, New Hampshire, là con của Ashley Cooper Whipple và Frances Anna Hoyt. Cha và ông nội của ông đều là thầy thuốc. Whipple học ở "Học viện Phillips" (Phillips Academy) rồi Đại học Yale và đậu bằng cử nhân (nhân văn) năm 1900. Sau đó ông học y khoa ở Đại học Johns Hopkins và đậu bằng tiến sĩ y khoa năm 1905.
Sau khi tốt nghiệp, Whipple làm việc tại phân khoa bệnh lý học ở Đại học Hopkins cho tới khi ông đi Panama – trong thời kỳ xây dựng kênh đào Panama – làm nhà bệnh lý học cho bệnh viện Ancon năm 1907-08. Whipple trở lại Baltimore, liên tục làm phụ tá, trợ giáo, phó giáo sư khoa bệnh lý học ở đại học Johns Hopkins từ năm 1910 tới năm 1914.
Năm 1914, Whipple được bổ nhiệm làm giáo sư nghiên cứu y học và giám đốc "Quỹ Hooper cho Nghiên cứu Y học" ở "trường Y học" Đại học California. Ông làm chủ nhiệm khoa trường Y học năm 1920 và 1921.
Do sự khuyến khích của Abraham Flexner - người đã tiên phong nghiên cứu về giáo dục y học – và yêu cầu của Rush Rhees, chủ tịch Đại học Rochester, Whipple đồng ý làm chủ nhiệm khoa một trường y học mới được tài trợ và đang xây dựng ở Rochester, New York năm 1921. Whipple trở thành giáo sư, trưởng khoa bệnh lý học và chủ nhiệm khoa của trường Y khoa và Nha khoa mới thành lập tại Đại học Rochester. Whipple làm chủ nhiệm khoa ở trường này tới năm 1954 và ở lại đây suốt đời.
Ông được nhớ tới như một thầy giáo tuyệt vời.
Whipple từ trần năm 1976 ở tuổi 97 và được an táng tại Mount Hope Cemetery ở Rochester.

## Nghiên cứu của Whipple
Công trình nghiên cứu chính của Whipple liên quan tới bệnh thiếu máu cùng với sinh lý học và bệnh lý học của gan. Ông đoạt giải Nobel cho việc phát hiện ra rằng dùng gan nuôi các con chó bị bệnh thiếu máu thì chữa được bệnh này. Việc phát hiện đáng chú ý này đã trực tiếp dẫn tới việc George Minot và William P. Murphy chữa trị thành công bệnh thiếu máu ác tính bằng gan.
Trong buổi lễ trao giải Nobel Sinh lý và Y khoa năm 1934, giáo sư I. Holmgren của Ủy ban giải Nobel đã nhận xét  rằng "Trong ba người đoạt giải (lần này) thì Whipple chính là người đầu tiên đích thân đảm nhiệm các nghiên cứu (công trình) mà bây giờ giải này được trao...."
Whipple cũng là người đầu tiên mô tả một bệnh chưa từng biết tới mà ông gọi là "lipodystrophia intestinalis" vì đó là các cặn lipid đọng ở vách ruột non. Whipple cũng chỉ ra chính xác rằng vi khuẩn là nguyên nhân gây ra bệnh này, trong báo cáo nguyên thủy của ông năm 1907, do vậy, bệnh này được gọi là bệnh Whipple (Whipple's disease).